# Ionska stupica
Ionska stupica je uređaj kojim se ioni mogu zadržati u određenom prostoru unutar elektromagnetskog polja. Vrijeme zadržavanja, prema vrsti i namjeni stupice, može varirati od nekoliko sekundi do više dana. Najvažnija je primjena kao analizatora u masenoj spektrometriji, te kod ionskih pumpi za postizanje visokog i ultravisokog vakuuma do 10–9 Pa.

## Masena spektrometrija
Masena spektrometrija je instrumentalna analitička tehnika kojom se određuje relativna masa i količina iona nastalih ionizacijom atoma i molekula te raspadom ioniziranih molekula nekog uzorka. Razvila se početkom 20. stoljeća (J. J. Thomson), kada je omogućila otkriće stabilnih izotopa kemijskih elemenata (F. W. Aston).

### Maseni spektrometar
Maseni spektrometar, koji radi u visokome vakuumu, sastoji se od 4 osnovna dijela: sustava za unošenje uzorka, ionskog izvora koji stvara ione svojstvene ispitivanom uzorku (obično bombardiranjem atoma i molekula elektronima) i u električnom ih polju ubrzava, analizatora (najčešće magnetsko polje) koji savija putanje različitih iona i tako ih razdvaja ovisno o omjeru njihove mase i električnog naboja (m/z), te detektora u kojem se razdvojeni ioni skupljaju i karakteriziraju. Mijenjanjem jakosti magnetskog polja mogu se redom registrirati ioni različitih masa, čime nastaje maseni spektar karakterističan za određeni kemijski spoj. Masena spektrometrija primjenjuje se za vrlo točno određivanje relativnih atomskih i relativnih molekularnih masa, elementarnoga sastava i bruto-formule kemijskih spojeva, izotopnoga sastava i strukture njihovih molekula, tragova primjesa, za studij ionskih i radikalskih reakcija u plinovitoj fazi, prijelaznoga stanja, fenomena ionizacije i drugo. Za analizu složenih smjesa maseni se spektrometar izravno povezuje s plinskim ili tekućinskim kromatografom, u kojem se sastojci smjese, prije analize, prvo razdvajaju.

### Kromatografija
Kromatografija (od grč. χρώμα:chroma, boja i γραφειν:grafein pisati) je zbirni naziv za grupu laboratorijskih tehnika za razdvajanje smjesa. Ona uključuje kretanje ispitivane smjese, otopljene u "mobilnoj fazi", kroz "stacionarnu fazu", čime se dijelovi smjese razdvajaju i izoliraju, te ih je moguće analizirati i kvantitativno odrediti. Kromatografija može biti analitička i pripremna. Pripremna kromatografija se bavi razdvajanjem komponenti iz smjese radi dalje obrade, te se može smatrati metodom pročišćavanja. U analitičkoj kromatografiji se obično radi s malim uzorcima te se pokušava izmjeriti relativni omjer komponenti u smjesi. Kromatografija je jedna od vodećih analitičkih metoda i omogućava razdvajanje i kvantitativno određivanje tvari veoma slične strukture i kemijskih osobina. Pod kromatografijom se podrazumijevaju metode razdvajanja koje se zasnivaju na različitoj "raspodjeli" komponenata uzorka između dvije faze, od kojih je jedna nepokretna (stacionarna), a druga pokretna (mobilna) u odnosu na prvu.